# Hypena raiedi
Hypena raiedi är en fjärilsart som beskrevs av Martin Lödl 1994. Hypena raiedi ingår i släktet Hypena och familjen nattflyn. Inga underarter finns listade i Catalogue of Life.